# Christian Walter
 (juillet 2021).
L'article doit être relu — et modifié si nécessaire — par des contributeurs indépendants pour apporter un regard critique aux contributions effectuées en violation des conditions d'utilisation de Wikipédia, tant sur la forme (notamment concernant le style encyclopédique, la proportionnalité) que sur le fond (la neutralité de point de vue, la qualité et l'indépendance des sources).
Christian Walter, né en 1957, est un actuaire français. Il est professeur de finance à la Kedge Business School  et co-titulaire de la chaire Éthique et finance du Collège d'études mondiales de la Fondation Maison des sciences de l'homme depuis 2013.

## Biographie
Christian Walter est diplômé de l'ESSEC (1983). Il obtient un doctorat en sciences économiques en 1994 sur « Les structures du hasard en économie » à l'Institut des études politiques et une habilitation à diriger des recherches en 2004 à l'université d'Orléans. 
Il est professeur de finance à la Kedge Business School depuis 2018 et est co-titulaire de la chaire « Éthique et finance » du Collège d'études mondiales de la FMSH depuis 2013. Il est chercheur associé du Centre de philosophie contemporaine de la Sorbonne.

## Activités de recherche
Christian Walter s'intéresse à la modélisation mathématique des risques. Celui-ci a développé une réflexion autour des outils de la modélisation financière néoclassique dont le point central réside dans la critique de l’hypothèse de continuité des mouvements des cours boursiers et de l’usage des moyennes qui l’accompagne,. 
Le point central de la critique par Christian Walter des outils de la modélisation financière néoclassique concerne l’hypothèse de continuité des mouvements des cours boursiers. En effet, les modèles financiers néoclassiques ont traité les cours boursiers comme des processus aléatoires en ayant eu systématiquement recours à l’hypothèse de continuité des trajectoires boursières avec la représentation brownienne des aléas,. Pour lui cette hypothèse rend la finance néoclassique aveugle aux limites, elle encourage l’hubris et a été une cause cognitive importante des accidents financiers répétés depuis le krach de 1987, et de la crise de 2008. Ainsi sa pensée précise que la finance ne sera vraiment durable[source insuffisante] (« verte ») que lorsque les limites du monde auront été prises en compte, avec des métriques reposant sur des processus aléatoires discontinus.
À partir de ces travaux, il développe une réflexion sur l’éthique des modèles mathématiques en finance. Il propose de compléter l’éthique déontologique (amélioration des agents financiers par la vertu) par l’éthique des modèles (ou éthique épistémique)[source insuffisante] : il s’agit d’encourager les agents à la responsabilité épistémique, c’est-à-dire de les inciter à fonder leurs décisions sur des modèles mathématiques qui concilient les enjeux économiques, environnementaux et sociétaux.

## Publications
- avec Jacques Lévy Véhel, Les Marchés fractals. Efficience, ruptures et tendances sur les marchés financiers, Paris, PUF, 2002, 194 p.
- avec Éric Brian (dir), Critique de la valeur fondamentale, Paris, Springer, 2008, 204 p.
- avec  Michel de Pracontal, Le virus B. Crise financière et mathématiques, Paris, Le Seuil, 2009, 128 p.
- (dir.) Nouvelles normes financières. S'organiser face à la crise, Paris, Springer, 2010, 250 p.
- avec Olivier Le Courtois, Risques financiers extrêmes et allocation d'actifs, Paris, Economica, 2012, 368 p.
- Le modèle de marche au hasard en finance, Paris, Economica, 2013, 436 p.
- avec Olivier Le Courtois, Extreme Financial Risks and Asset Allocation, Imperial College Press, 2014, 372 p. Prix Kulp-Wright de l'American Risk and Insurance Association (ARIA)[13].

## Distinctions
- 2021 : chevalier de l'ordre national du Mérite[14]